# Rosen Hicher
 (juillet 2025).
La mise en forme du texte ne suit pas les recommandations de Wikipédia : il faut le « wikifier ».
Les points d'amélioration suivants sont les cas les plus fréquents :
- Les titres sont pré-formatés par le logiciel. Ils ne sont ni en capitales, ni en gras.
- Le texte ne doit pas être écrit en capitales (les noms de famille non plus), ni en gras, ni en italique, ni en « petit »…
- Le gras n'est utilisé que pour surligner le titre de l'article dans l'introduction, une seule fois.
- L'italique est rarement utilisé : mots en langue étrangère, titres d'œuvres, noms de bateaux, etc.
- Les citations ne sont pas en italique mais en corps de texte normal. Elles sont entourées par des guillemets français : « et ».
- Les listes à puces sont à éviter, des paragraphes rédigés étant largement préférés. Les tableaux sont à réserver à la présentation de données structurées (résultats, etc.).
- Les appels de note de bas de page (petits chiffres en exposant, introduits par l'outil «  Source ») sont à placer entre la fin de phrase et le point final[comme ça].
- Les liens internes (vers d'autres articles de Wikipédia) sont à choisir avec parcimonie. Créez des liens vers des articles approfondissant le sujet. Les termes génériques sans rapport avec le sujet sont à éviter, ainsi que les répétitions de liens vers un même terme.
- Les liens externes sont à placer uniquement dans une section « Liens externes », à la fin de l'article. Ces liens sont à choisir avec parcimonie suivant les règles définies. Si un lien sert de source à l'article, son insertion dans le texte est à faire par les notes de bas de page.
- La présentation des références doit suivre les conventions bibliographiques. Il est recommandé d'utiliser les modèles {{Ouvrage}}, {{Chapitre}}, {{Article}}, {{Lien web}} et/ou {{Bibliographie}}. Le mode d'édition visuel peut mettre en forme automatiquement les références.
- Insérer une infobox (cadre d'informations à droite) n'est pas obligatoire pour parachever la mise en page.

Pour une aide détaillée, merci de consulter Aide:Wikification.
Si vous pensez que ces points ont été résolus, vous pouvez retirer ce bandeau et améliorer la mise en forme d'un autre article.
 (juillet 2025).
Motif : Notoriété ? Article "à sens unique"
- Archive Wikiwix
- Bing
- Cairn
- DuckDuckGo
- E. Universalis
- Gallica
- Google
- G. Books
- G. News
- G. Scholar
- Persée
- Qwant
- (zh) Baidu
- (ru) Yandex

| 1. | Préciser le motif de la pose du bandeau. | Précisez le motif de la pose du bandeau en utilisant la syntaxe suivante : {{admissibilité à vérifier\|date=août 2025\|motif=remplacez ce texte par le motif}}                    |
| 2. | Informer les utilisateurs concernés.     | Pensez à avertir le créateur de l'article, par exemple, en insérant le code ci-dessous sur sa page de discussion : {{subst:avertissement admissibilité à vérifier\|Rosen Hicher}} |

 (juillet 2025).
Rosen Hicher est une survivante de la prostitution et militante féministe et figure de proue du mouvement pour l’abolition de la prostitution. Elle s’est battue pour l’adoption de la loi du 13 avril 2016 visant à renforcer la lutte contre le système prostitutionnel et à accompagner les personnes prostituées.

## Biographie
Après environ vingt ans passés dans la prostitution, elle en sort en octobre 2009. Initialement engagée dans la lutte pour légaliser le travail du sexe, elle évolue sur la question et publie un livre témoignage, Je témoigne, dans lequel elle dénonce les réalités de la prostitution.
Par la suite, Rosen Hicher devient une figure importante du mouvement abolitionniste. En 2014, elle effectue une marche de 800 kilomètres à travers la France, depuis Saintes, le premier endroit où elle a été en situation de prostitution, jusqu’à Paris, afin d’appeler le Sénat à examiner rapidement une proposition de loi visant à pénaliser les clients de la prostitution, alors en cours d’examen.
Elle attire également l’attention sur les violences subies par les personnes prostituées, qu’elle qualifie de « grande absente » du mouvement #MeToo. Son engagement et ses témoignages ont contribué à une meilleure prise de conscience publique sur les violences systémiques dont sont victimes les femmes dans la prostitution.
Rosen hicher participe également au premier podcast entièrement conçu et réalisé par des femmes ayant connu la prostitution La Vie en Rouge, sorti le 18 mars 2024. Ce podcast vise à sensibiliser le grand public sur les réalités du système prostitutionnel par des personnes concernées.

## Témoignage pour la reconnaissance de la prostitution comme une violence
Rosen Hicher, militante féministe et survivante de la prostitution, a témoigné à plusieurs reprises en faveur de l’abolition de la prostitution, notamment lors de sa marche de 800 kilomètres à travers la France pour soutenir le passage de la loi abolitionniste de 2016. Elle rejette fermement l’idée que la prostitution puisse être considérée comme un travail librement choisi, estimant qu’il n’y a pas de « travail » de prostitué ni de « choix » d’être prostitué : « Je n’avais pas de proxénète, mais je n’étais pas libre. J’étais comme anesthésiée, droguée. »
Pour elle, la prostitution est une forme d’esclavage. Elle la qualifie également de violence systémique, une répétition de viols et de brutalités justifiées par la commercialisation de l’acte sexuel. Ces violences répétées provoquent une « décorporalisation » empêchant toute sortie libre du système prostitutionnel. Rosen Hicher décrit ainsi sa propre expérience : « On vit tellement dans la peur qu’on ne la ressent plus. Ce qui n’arrive pas quand on fait des ménages ou quand on est caissière. C’est dur, aussi, les vignes. Mais je n’ai pas peur en allant travailler. Dans la prostitution, on sent plus rien, on n’a plus de pudeur, plus de sentiments, de sensations… Aujourd’hui, je ressens. De la colère consciente, mais je suis heureuse. J’ai l’impression d’avoir retrouvé une normalité générale. »
Elle souligne aussi que les jeunes femmes en situation de prostitution ont souvent été victimes d’abus sexuels ou de viols, ce qui bouleverse leur rapport à la sexualité. Elle-même a été victime d’un viol à l’âge de 13 ans par son oncle : « Après ça, on n’a plus le même regard sur son corps. On n’apprend pas à dire non. »
Selon Rosen Hicher, la pénalisation des clients est essentielle pour mettre fin à ce système, car « laisser le droit aux clients de nous acheter, c'est laisser le droit aux proxos de nous vendre : tant qu'il y aura de la demande, il y aura de la vente. Quand on interdira l'achat, il n'y aura plus de vente et plus de victime»,.

## Marches pour l’abolition de la prostitution et soutien politique
Rosen Hicher est notamment connue pour sa marche à travers la France en faveur de l’abolition de la prostitution, menée à l’automne 2014. À l’âge de 57 ans, elle quitte Saintes (Charente-Maritime) le 3 septembre, avec un sac sur le dos et des sandales aux pieds, pour rejoindre Paris à pied. Elle achève son parcours le 12 octobre 2014, après près de 800 kilomètres de marche. L’objectif de cette mobilisation était de soutenir l’adoption de la proposition de loi visant à pénaliser les clients de personnes prostituées, alors en attente d’examen au Sénat, après son adoption par l’Assemblée nationale en décembre 2013.
La dernière étape de la marche, entre la porte d’Orléans et la rue du Colisée à Paris, a rassemblé de nombreux soutiens politiques venus manifester leur engagement pour une législation abolitionniste. Parmi les députés présents, on compte Marie-George Buffet (PCF), Clémentine Autain (LFI), Éric Coquerel (LFI), Elsa Faucillon (PCF), Caroline Fiat (LFI), Sébastien Jumel (PCF), Raquel Garrido (LFI), Bastien Lachaud (LFI), Emmanuel Maurel (PS), Valérie Rabault (PS) et François Ruffin (LFI). Du côté du Sénat, les sénatrices communistes Laurence Cohen et Brigitte Gonthier-Maurin ont également accompagné Rosen Hicher lors de cette étape finale.
Présent lui aussi dans le cortège, Jean-Luc Mélenchon (LFI) déclare : 
« Je partage sa cause, celle de l’abolition. J’ai été impressionné par son courage. Je crois beaucoup à la vertu de la lutte, à l’engagement personnel. Cette femme m’a bouleversé. »
Elle appelle également au vote de la proposition de loi visant à l’abolition du système prostitutionnelle par le biais d’une pétition lancée le 15 octobre 2014. Cette pétition demande de « Mettre en place dans l’urgence un système d’aide aux femmes complètement démunies, obligées de se vendre pour vivre », et recueille plus de 30 000 signatures.
Le 25 mars 2019, elle entame une marche internationale de 210 kilomètres pour l’abolition de la prostitution en Europe et pour dénoncer la légalisation de la prostitution notamment en Belgique et en Allemagne. Elle est accompagnée par l’allemande Sandra Norak qui a été victime de prostitution pendant 6 ans à la suite de son recrutement par un Lover Boy à l’âge de 17 ans.
Elle part de Strasbourg au niveau du Conseil européen puis fait étape à Mayence en Allemagne le 2 avril pour assister au troisième congrès de CAP international pour l’abolition de la prostitution. La marche prend fin à Bruxelles après une étape à Liège. Cette marche est soutenue par plusieurs associations pour l’abolition de la prostitution telles que Le Mouvement du Nid et la Coalition pour l’abolition de la prostitution, mais aussi le Conseil de l’Europe et des eurodéputés comme l’ancien syndicaliste Edouard Martin.

## #MeToo et témoignage des survivantes de la prostitution
Rosen Hicher participe activement à la reconnaissance des violences subies par les personnes prostituées dans le cadre du mouvement #MeToo, en mettant en lumière l’exclusion des survivantes de la prostitution du débat public sur les violences sexuelles. Le 23 novembre 2018, elle prend la parole lors du premier événement international consacré au thème #MeToo et prostitution, organisé à Paris par les associations CAP International, SPACE International, Osez le féminisme et le Mouvement du Nid, avec le soutien d’Abolition 2012.
Aux côtés d’autres survivantes comme Rachel Moran, Mickey Meji ou Anne Darbes, et en présence de l’actrice et militante féministe américaine Ashley Judd, Hicher affirme que la prostitution est une forme de violence sexuelle systémique. Les intervenantes soulignent que la prostitution concentre toutes les formes de domination – économique, raciale et patriarcale  et que les violences sexuelles (viols, agressions, harcèlement) y sont omniprésentes, bien qu’encore largement invisibilisées dans les mouvements féministes et institutionnels.
Rosen Hicher dénonce, à cette occasion, les tentatives de remettre en cause la loi abolitionniste de 2016 et plaide pour la responsabilisation des proxénètes et des acheteurs d’actes sexuels. Elle réaffirme son engagement pour que les victimes du "système prostitueur" soient reconnues, protégées, et accompagnées vers la sortie, conformément aux dispositions prévues par la législation française.